# Eparquía de Sámbir-Drohóbych
La eparquía de Sámbir-Drohóbych (en latín: Eparchia Samboriensis-Drohobychiensis y en ucraniano: Самбірсько-Дрогобицька єпархія) es una circunscripción eclesiástica de la Iglesia católica en Ucrania. Se trata de una eparquía greco-católica ucraniana, sufragánea de la archieparquía de Leópolis de los ucranianos. Desde el 27 de octubre de 2011 su eparca es Jaroslav Pryriz, de la Congregación del Santísimo Redentor.

## Territorio y organización
La eparquía tiene 6900 km² y extiende su jurisdicción sobre los fieles católicos de rito bizantino greco-católicos ucranianos residentes en la parte sudoccidental de la óblast de Leópolis, incluyendo los raiones de: Drohóbych, Mostyska, Sámbir, Skole, Turka y Staryi Sámbir y en las ciudades de Boryslav, Drohóbych, Sámbir y Truskavets.
La sede de la eparquía se encuentra en la ciudad de Drohóbych, en donde se halla la Catedral de la Santísima Trinidad.
En 2020 en la eparquía existían 233 parroquias agrupadas en 20 decanatos: Borislav, Wysocki, Dobromyl, Drohóbych, Dublyansky, Lishnyanskyy, Medenytskyy, Mokryanske, Mostyska, Pidbuzkyy, Rudkivskyy, Sámbir, Skole, Slavskii, Starosambirsky, Sudovovyshnyanskyy, Truskavets, Turka, Tuholkivskyy, Hyrivskyy.

## Historia
La eparquía de Sámbir fue erigida probablemente en 1087 siendo sufragánea de Kiev, aunque los primeros registros históricos de un obispo en esta región comienzan con Antoni Dobrynia en 1218. En 1422 se erigió la diócesis de Przemyśl y Sámbir. El 6 de julio de 1439 fue proclamada la unión entre la Iglesia ortodoxa y el papa en el Concilio de Florencia, unión que en el metropolitanato de Kiev se mantuvo hasta 1481 incluyendo a Przemyśl. El 27 de agosto de 1595 el obispo Miguel Kopystynski de Przemyśl anunció su adhesión a la Unión de Brest con la Iglesia católica, pero en octubre de 1596 la rechazó.
En 1609 se erigió la eparquía greco-católica de Przemyśl, Sámbir y Sanok de la cual el primer obispo fue Aleksander Atanazy Krupecki, pero la sucesión de obispos ortodoxos continuó en agosto de 1620 cuando el patriarca Teófanes III de Jerusalén viajó a Kiev y consagró una nueva jerarquía ortodoxa en obediencia a Constantinopla y bajo protección cosaca, incluyendo a Przemyśl. En 1685 pasó a jurisdicción de la Iglesia ortodoxa rusa. La sucesión ortodoxa se interrumpió en 1691 cuando el eparca Innocenty Winnicki abrazó la unión con la Santa Sede y se convirtió en un eparca greco-católico. Originalmente, la eparquía era sufragánea de la archieparquía de Kiev. A consecuencia de las particiones de Polonia entre Prusia, Rusia y Austria en 1772, 1793 y 1795, la eparquía de Przemyśl (Galitzia Oriental) quedó bajo el dominio de Austria.
Después de la violenta liquidación de la Iglesia greco-católica y el cambio de las fronteras estatales en la década de 1940, el territorio de la actual eparquía estaba bajo el dominio de la Unión Soviética y hasta la década de 1990 el clero y los fieles actuaron en la clandestinidad hasta 1990. El 16 de enero de 1991 el nombre formal de Przemyśl, Sámbir y Sanok fue cambiado a eparquía de Przemyśl, en territorio de Polonia.
El Sínodo de los Obispos de la Iglesia greco-católica ucraniana decidió entre el 16 y el 31 de mayo de 1992 el establecimiento de la eparquía de Sámbir-Drohóbych, recuperando el antiguo nombre de Sámbir. Fue erigida el 12 de julio de 1993 por el archieparca mayor de Leópolis cardenal Miroslav Iván Lubachivsky. El papa Juan Pablo II dio su asentimiento el 20 de abril de 1993, quedando erigida la eparquía separando territorio de la archieparquía de Leópolis, de la cual originariamente era sufragánea. La eparquía fue inaugurada el 17 de abril de 1994. La eparquía incluyó territorios que hasta la Segunda Guerra Mundial eran parte de la eparquía de Przemyśl, cuando pasaron a la Unión Soviética y de facto a la archieparquía de Leópolis.
El 29 de agosto de 2005 entró a formar parte de la provincia eclesiástica de la archieparquía de Kiev, pero el 21 de noviembre de 2011 fue retornada como sufragánea de la archieparquía de Leópolis.

## Estadísticas
Según el Anuario Pontificio 2021 la eparquía tenía a fines de 2020 un total de 353 531 fieles bautizados.
| Año                                                                             | Población            | Población | Población      | Sacerdotes | Sacerdotes    | Sacerdotes    | Bautizados por sacerdote | Diáconos permanentes | Religiosos | Religiosos | Parroquias |
| Año                                                                             | Bautizados católicos | Total     | % de católicos | Total      | Clero secular | Clero regular | Bautizados por sacerdote | Diáconos permanentes | Varones    | Mujeres    | Parroquias |
| ------------------------------------------------------------------------------- | -------------------- | --------- | -------------- | ---------- | ------------- | ------------- | ------------------------ | -------------------- | ---------- | ---------- | ---------- |
| 1999                                                                            | 408 489              | 618 056   | 66.1           | 212        | 206           | 6             | 1926                     |                      | 14         | 29         | 500        |
| 2000                                                                            | 407 818              | 616 856   | 66.1           | 219        | 213           | 6             | 1862                     |                      | 6          | 29         | 500        |
| 2001                                                                            | 406 708              | 615 843   | 66.0           | 224        | 217           | 7             | 1815                     |                      | 7          | 29         | 500        |
| 2002                                                                            | 405 775              | 614 643   | 66.0           | 228        | 222           | 6             | 1779                     |                      | 6          | 29         | 500        |
| 2003                                                                            | 404 363              | 611 122   | 66.2           | 238        | 231           | 7             | 1699                     |                      | 7          | 29         | 500        |
| 2004                                                                            | 403 248              | 609 359   | 66.2           | 245        | 239           | 6             | 1645                     |                      | 6          | 29         | 500        |
| 2009                                                                            | 398 885              | 601 873   | 66.3           | 286        | 276           | 10            | 1394                     | 2                    | 10         | 29         | 518        |
| 2010                                                                            | 398 485              | 598 900   | 66.5           | 286        | 274           | 12            | 1393                     | 2                    | 12         | 29         | 518        |
| 2014                                                                            | 396 721              | 598 180   | 66.3           | 292        | 280           | 12            | 1358                     | 1                    | 12         | 29         | 517        |
| 2017                                                                            | 357 989              | 573 522   | 62.4           | 301        | 287           | 14            | 1189                     | 2                    | 14         |            | 229        |
| 2020                                                                            | 353 531              | 558 437   | 63.3           | 314        | 299           | 15            | 1125                     | 2                    | 15         |            | 233        |
| Fuente: Catholic-Hierarchy, que a su vez toma los datos del Anuario Pontificio. |                      |           |                |            |               |               |                          |                      |            |            |            |

## Episcopologio
- Julijan Voronovs'kyj, M.S.U. † (30 de marzo de 1994-27 de octubre de 2011 retirado)
- Jaroslav Pryriz, C.SS.R., por sucesión el 27 de octubre de 2011